# Gisela da Áustria
Gisela Luísa Maria (em alemão: Gisella Louise Marie von Österreich; Laxemburgo, 12 de julho de 1856 — Munique, 27 de julho de 1932), princesa imperial e arquiduquesa da Áustria, princesa da Hungria e da Boêmia e princesa da Baviera, foi a segunda filha do imperador Francisco José I da Áustria e de sua esposa, "Sissi" da Baviera.

## Vida

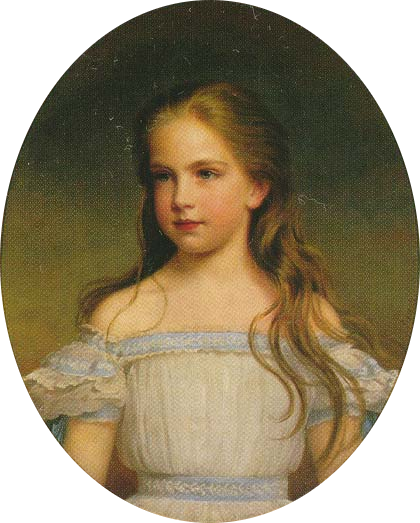
Gisella da Áustria em 1860.

Apesar de ter sido baptizada de Gisella (com dois L), ela sempre escreveu o seu nome apenas com um. Recebeu o nome em honra de um dos seus antepassados Habsburgo. Tal como a sua irmã mais velha e o seu irmão, Gisela foi criada pela sua avó paterna, a Arquiduquesa Sofia da Áustria. Era muito chegada ao seu irmão mais novo, o Príncipe-herdeiro Rudolfo, cujo suicídio aparente foi um duro golpe. O seu pai tinha o costume de coleccionar objectos pessoais da família, como o primeiro par de sapatos usados por cada um dos seus filhos. Entre estes objectos encontrava-se um poema escrito para ele por Gisela quando ela era uma criança no Natal e era o que ele mais estimava na sua colecção. A Arquiquesa Gisela também começou a pintar nos seus últimos anos.
No dia 20 de Abril de 1873, Gisela casou-se com o Príncipe Leopoldo da Baviera, um filho do Príncipe Regente Leopoldo da Baviera e da Arquiduquesa Augusta de Áustria-Toscana, em Viena. Os dois eram primos em segundo-grau. Numa carta escrita à sua mãe em 1872, o Imperador Francisco José queria que este casamento se realizasse uma vez que havia poucos príncipes católicos disponíveis na altura e ele queria ter a certeza que dava a sua filha (a quem chamou "a nossa querida menina" durante a cerimónia de casamento) com confiança. Um ano depois ela deu à luz sua primeira filha, Isabel Maria, e teve quatro filhos ao todo. Foi bem recebida em Munique pela família do marido e viveu no Palácio Leopoldo em Schwabing onde a rua atrás do palácio recebeu o nome de Giselastraße em sua honra em 1873.
Ela envolveu-se profundamente em várias questões políticas e sociais e criou instituições de caridade para ajudar os pobres, cegos e surdos onde ela mesma participava activamente. Durante a Primeira Guerra Mundial dirigiu um hospital militar no seu palácio enquanto o seu marido combatia na frente oriental. Quando a Revolução Alemã rebentou em 1918, todos os membros da sua família fugiram da cidade, mas Gisela ficou e participou nas eleições de 1919 para a Assembleia Nacional de Weimar onde todas as mulheres acima dos 20 anos puderam votar pela primeira vez.
Era tão adorada que era conhecida como o Bom Anjo de Viena e, sem surpresas, tornou-se patrocinadora de um grande número de instituições como o Giselabahn, um comboio que fazia a viagem de Salzburgo a Tirol, do Gisela, um barco a vapor ainda activo e da Academia Gisela em Munique.
Gisela e o marido celebraram as bodas de ouro do seu casamento em 1923. O seu marido morreu em 1930 e Gisela viveu apenas por mais dois anos, morrendo aos 76 anos em Munique, no dia 27 de Julho de 1932. Está enterrada junto do Príncipe Leopoldo em São Michaelskirche, em Munique.
Entre os seus familiares mais famosos encontra-se o seu tio, o Imperador Maxilimiliano I do México que era irmão do seu pai.

## Nota
- Este artigo foi inicialmente traduzido, total ou parcialmente, do artigo da Wikipédia em inglês cujo título é «Archduchess Gisela of Austria», especificamente desta versão.